# André de Bellecombe
Pour les articles homonymes, voir Bellecombe (homonymie).
André Ursule Casse de Bellecombe, né le 1er mars 1822 à Montpezat d’Agenais et mort le 20 aout 1897 à Neuilly-sur-Seine, est un écrivain français.

## Biographie
Fils de Marie-Roze Baillet Berdolle et de Jean Antoine Cyriaque Casse de Bellecombe, né le 10 janvier 1773 à Montpezat d’Agenais, maire de Montpezat d’Agenais d’avril 1800 à juillet 1826, son père était le second fils d’Antoine Casse, bourgeois de Montpezat et procureur syndic de le commune en 1789 et d’Antoinette Feilhe de Garrigou, fille de Géraud Feilhe de Garrigou, juge royal de Monclar en 1766 et nièce du général Pierre Sarrazin de Bellecombe. Son grand-oncle le général Pierre Sarrazin de Bellecombe avait un fils, major au régiment d’Agenais et commandant de la garde nationale d’Agen en 1791 qui lui transmit avant sa naissance le droit de porter le nom de « de Bellecombe ». Sa mère, Marie-Roze Baillet Berdolle, née le 4 février 1800 au Temple-sur-Lot, dans le Lot-et-Garonne était la fille de Pierre Baillet Berdolle, maire du Temple-sur-Lot, né à Auvillar dans le Tarn-et-Garonne et de Marie de Lambert.

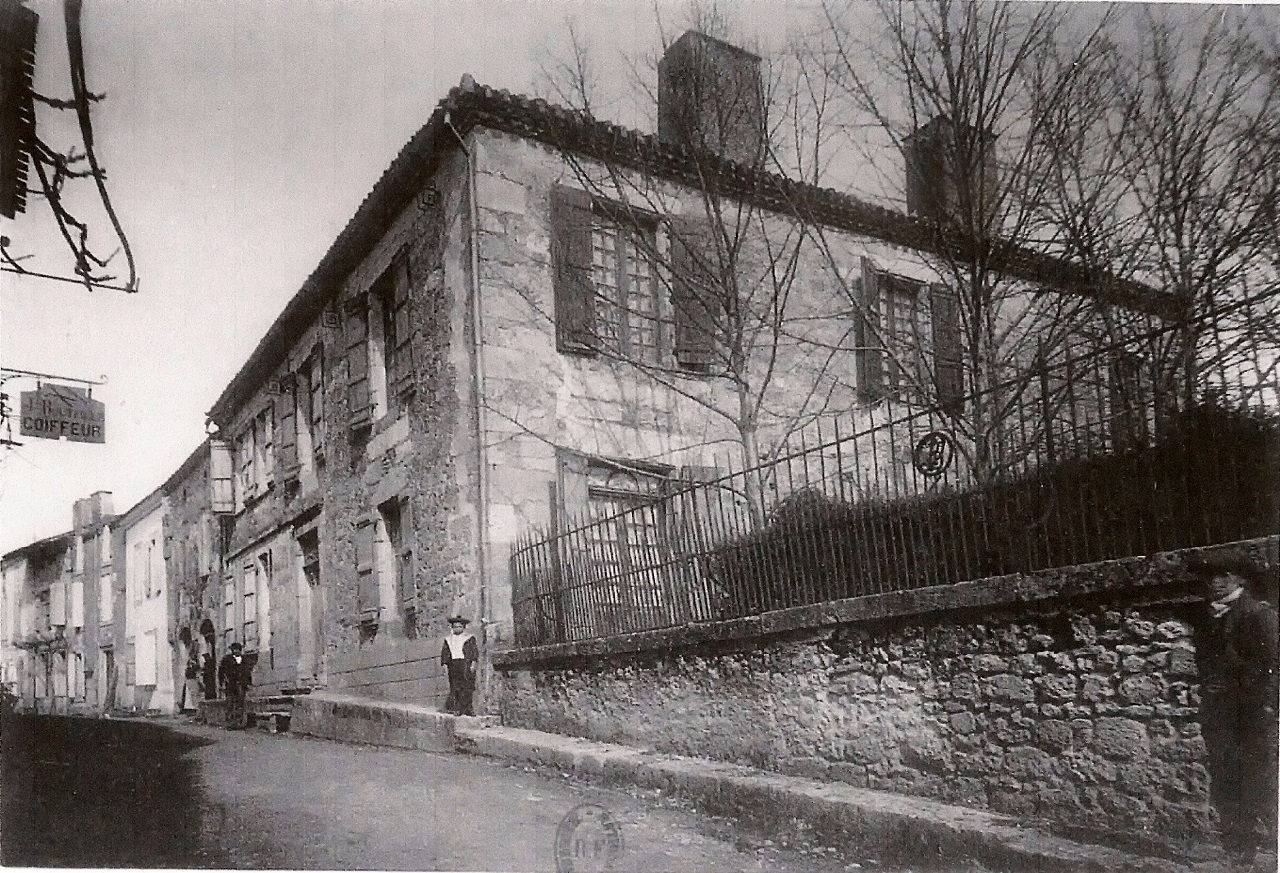
Maison natale d’André de Bellecombe.

En 1833, alors qu’il effectue ses études au collège d’Agen, il eut pour professeur de rhétorique l’oratorien Laurent Genin, auteur de la Société Chrétienne au quatrième siècle puis termine ses études au lycée de Cahors, où il eut pour professeur le philosophe Émile Saisset. Ayant perdu son père, le 11 novembre 1837, alors qu’il n’est âgé que de 15 ans, il monte, en 1841, à l’âge de 19 ans, à Paris où il fut bien accueilli par Jules Michelet et Edgar Quinet, alors professeurs au Collège de France.
Après avoir débuté dans sa vie littéraire par quelques feuilletons donnés à des revues périodiques, il fonde, en collaboration avec Eugène Villette et Charles Ferdinand Gambon, ainsi que de quelques autres démocrates de l’époque le Journal des Écoles, sous les auspices de Louis Blanc et d’Alexandre Ledru-Rollin. Fin 1846, il fit paraitre l’Agenais illustré, mais la Révolution de 1848 l’éloigne de France pour l’Italie où il assiste à tout ce qui précède la guerre austro-piémontaise et l’expédition de Giuseppe Garibaldi, qu’il racontera, en août 1848, dans le Courrier de la Gironde.
Il publia également plusieurs brochures politiques sous le titre La France Républicaine (Agen 1848-1849) avec la devise « Je n’appartiens à aucun parti, je suis français, je suis du parti de la France ! » En 1849, il s’attacha à la rédaction de la Gazette de France sous Lelarge de Lourdoueix, puis à celle de l’Union sous Laurentie. Il publia encore, en 1871, une brochure intitulée La Vie et la Mort.

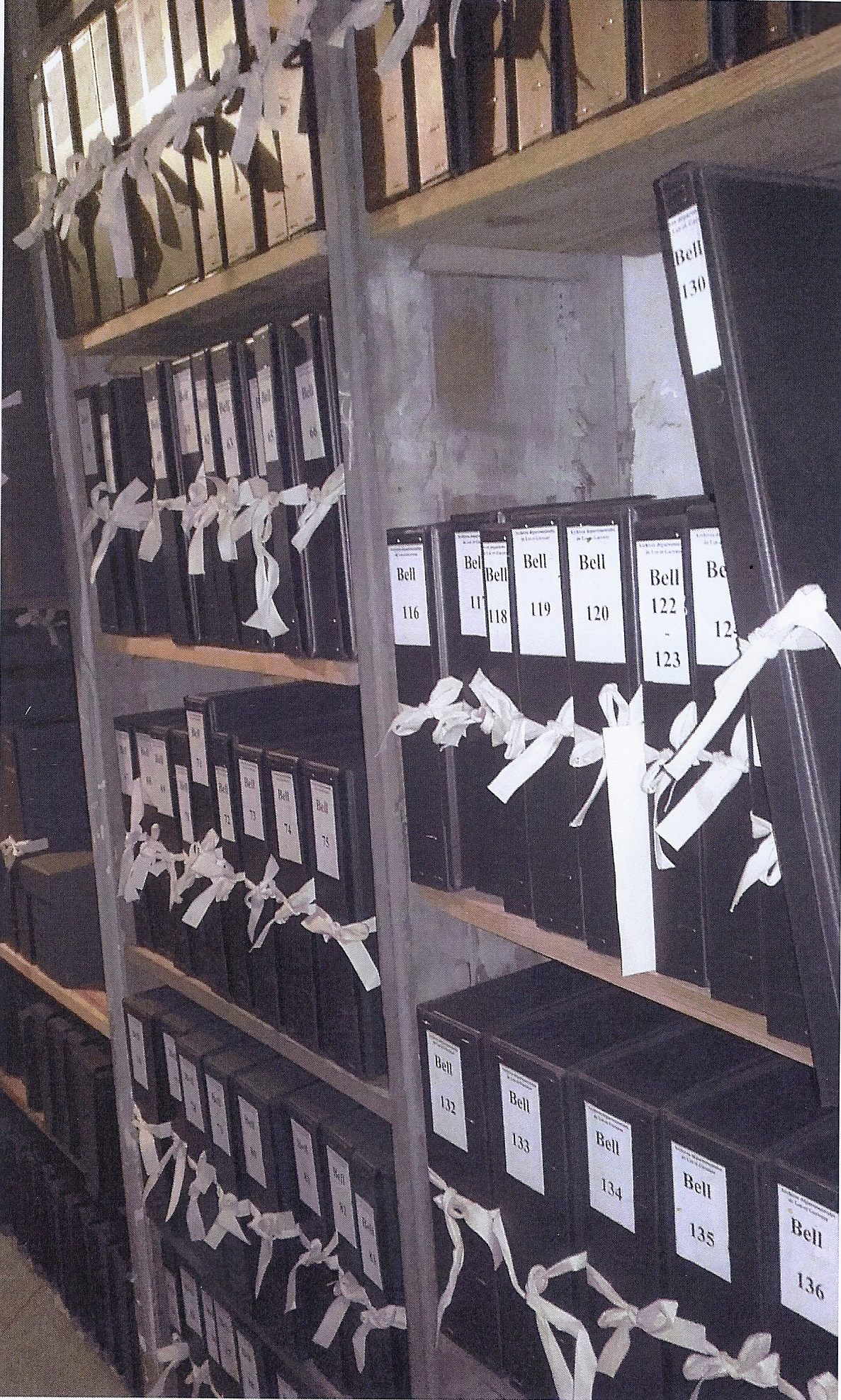
Œuvres d’André de Bellecombe à la bibliothèque d’Agen.

Il a laissé un nombre considérable d’œuvres, plus de 160 volumes imprimés ou manuscrits. Il a publié sous le pseudonyme d’Andréas Cassius. Son œuvre la plus importante reste son Histoire Universelle.
Il a eu une sœur, Marie Berdolline Casse de Bellecombe, qui n’a vécu que 24 heures. Il avait épousé, à Paris le 2 janvier 1879, Marie Elisa Heynraet, dont il n’a pas eu d’enfants.

## Publications partielles
- Lettres de M. de Voltaire, à l’homme aux quarante écus : et Réponses de l’homme aux quarante écus à M. de Voltaire, Paris, Impr. de Lacour, 1845, in-8°Publiées sous le pseudonyme d’Andréas Cassius.
- Bordeaux !, impr. de Bénard, 1844 (lire en ligne).
- Armes et Blasons, Agen, 1845, 2 p., in-4° (OCLC 456929324, lire en ligne).
- Histoire du château, ville et des seigneurs et barons de Montpezat et de l’abbaye de Pérignac..
- André de (1822-1897) Bellecombe, Aide-mémoire pour servir à l’histoire de l’Agenais : par A. de Bellecombe ; complété par des notices empruntées à divers auteurs et édité par G. Tholin,..., Impr. de L. Cocharaux, 1899 (lire en ligne).
- Éphémérides historiques et nécrologiques des personnages illustres de tous les temps et de toutes les époques, pour chaque jour de l’année.
- Fantaisies dédiées à la comtesse Adèle de H*** : Curiosités littéraires, Paris, A. Le Gallois, 1843, 32 p., in-8° (lire en ligne).
- Mélanges littéraires.
- L’Oncle Armand de Philadelphie : Contes de toutes les couleurs  (préf. Victor Hugo, nouvelle), Édouard Dentu, 1879 (lire en ligne).
- Anatole Alès (nouvelle), Un duel séculaire : Comme chez Nicolet : récits, contes et nouvelles / par MM. Jean Alesson, Eugène d’Auriac, André de Bellecombe… [et al.], Édouard Dentu, 1885 (lire en ligne).
- Une confession générale : En petit comité : récits, contes et nouvelles / par MM. Edmond About, Eugène d’Auriac, André de Bellecombe… [et al.]  (nouvelle), Édouard Dentu, 1880 (lire en ligne).
- Un verre d’eau sucrée : Chacun la sienne / par MM. Altaroche, Eugène d’Auriac, André de Bellecombe… [et al.]  (nouvelle), Édouard Dentu, 1881 (lire en ligne).
- Antonia Moralès : drame en trois actes et en prose  (pièce de théâtre), impr. de Cosson, 1844 (lire en ligne).
- Élisa : poème véritable, Paris, Taride, galerie de l'Odéon, et les principaux libraires, 1855, 42 p., in-8°.
- Histoire universelle. Partie 2,Tome 3 : André de Bellecombe  (Divisée en 3 parties indépendantes, conformément au Plan soumis en 1850 au Ministre de l’Instruction Publique, qui comporte pas moins de 104 volumes dont une très grande partie, toujours manuscrite, n’a, à ce jour, jamais été éditée.), Furne et Cie, 1852-1881 (lire en ligne)
- Lot-et-Garonne Archives départementales (dir.), Collection générale historique, chronologique et universelle : catalogue du fonds de Bellecombe légué et conservé aux archives départementales de Lot-et-Garonne ; suivi d’un index de la collection de portraits / par G. Tholin, Auch, L. Cocharaux, 1902 (lire en ligne)Grand amateur de portraits, il a rassemblé près de 50 000 portraits français et étrangers, gravés, lithographiés, photographiés ou dessinés par lui, d’après les originaux, recueillis dans ses nombreux voyages en France, en Angleterre, en Belgique, en Hollande, en Allemagne, en Suisse, en Italie et en Espagne.

### Sources
- Histoire du château, ville et des seigneurs et barons de Montpezat et de l’abbaye de Pérignac (André de Bellecombe)
- Documentation BNF - Gallica
- En ce qui concerne la généalogie, Généanet et recherches personnelles sur les archives départementales de Madame Josiane Amselem, présidente de l’association Histoire et Mémoire de Montpezat